# غراهام أوتس
غراهام أوتس (بالإنجليزية: Graham Oates)‏ (14 مارس 1949 في المملكة المتحدة - ) هو لاعب كرة قدم بريطاني في مركز الدفاع. لعب مع برادفورد سيتي وبلاكبيرن روفرز ونيوكاسل يونايتد وديترويت إكسبرس ‏ وكاليفورنيا سيرف ‏.

## وصلات خارجية
- غراهام أوتس على موقع قاعدة بيانات كرة القدم.إي يو (الإنجليزية)